# Estació Central d'Oslo
L'Estació Central d'Oslo (noruec: Oslo sentralstasjon) o Oslo S és l'estació principal de ferrocarril a Oslo i l'estació més gran de ferrocarril sobre el sistema sencer noruec de ferrocarril.